# سومیتا، ایواته
سومیتا، ایواته (به لاتین: Sumita, Iwate) یک منطقهٔ مسکونی در ژاپن است که در استان ایواته واقع شده‌است. سومیتا ۳۳۴٫۸۳ کیلومترمربع مساحت و ۵٬۹۱۶ نفر جمعیت دارد.